# はさかり岩

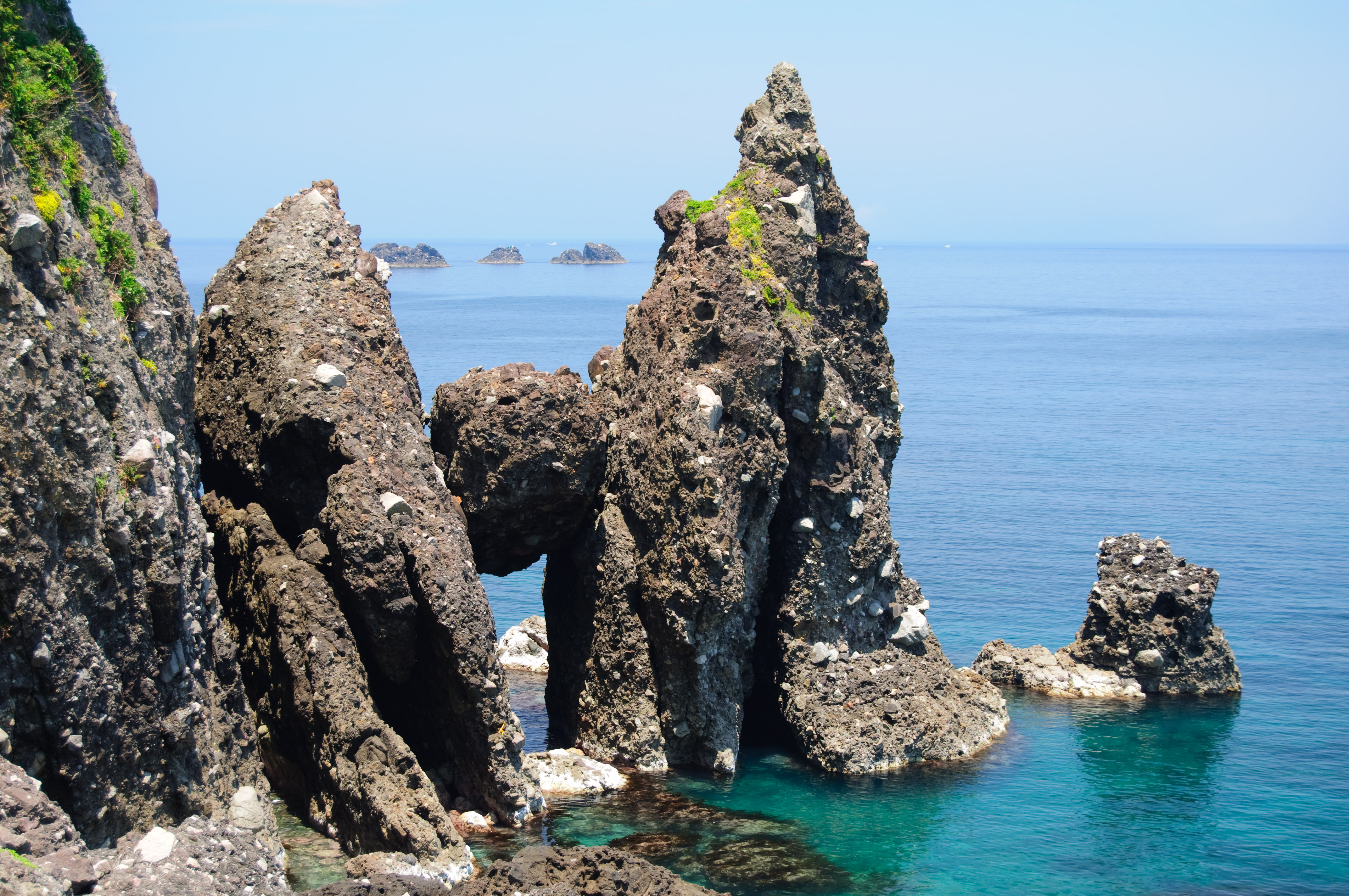
はさかり岩

はさかり岩（はさかりいわ）は、兵庫県豊岡市の竹野海岸切浜にある岩。山陰海岸国立公園および山陰海岸ジオパークに属する。

## 概要
竹野海岸切浜の波触岩礁地帯の海岸線に位置し、その地質は新第三紀中新世の北但層群（約500万年～200万年前）の辻礫岩層に相当する。その地層に沿って形成された海食洞の天井の岩が落ちて洞側壁の岩に挟まった状態、すなわち洞崩壊の途中の姿を留める奇岩である。山陰海岸国立公園および山陰海岸ジオパークに属し、兵庫県指定天然記念物に指定されている。

## 所在地
〒669-6217 兵庫県豊岡市竹野町切浜

## 交通アクセス
- 山陰本線 竹野駅 から全但バス「相谷」方面行きで8分、「切浜」下車、徒歩10分

## 周辺
- 竹野海岸
  - 淀の洞門、竹野浜、宇日流紋岩の流理、猫崎